# Surkh Kotal
Surkh Kotal (persan : سرخ‌کوتل) est un site archéologique d'époque kouchane situé dans le nord de l'Afghanistan actuelle.
En 1951, l'attention du directeur de la Délégation archéologique française en Afghanistan (DAFA), Daniel Schlumberger, est attirée sur divers vestiges comportant des inscriptions grecques sur le site de Surkh Kotal, à 19 kilomètres au nord-ouest de Pol-e Khomri. La découverte est d'importance. On découvre en effet que ces inscriptions en grec s'appliquent à une langue jusque-là inconnue que l'on va nommer le bactrien, ce qui montre à l'évidence l'influence grecque sur les souverains kouchans dont l'empire connaît son apogée avec Kanishka, dont les dates du règne demeurent controversées. Les fouilles de la DAFA sur ce site vont se poursuivre en plusieurs campagnes de 1952 à 1963.

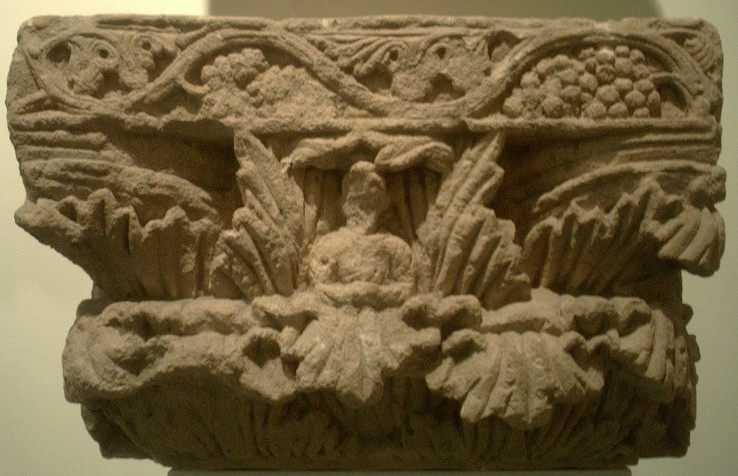
Chapiteau de type corinthien provenant de Surkh Kotal, avec la figuration d'un Bouddha (?). Musée Guimet.

Le site de Surkh Kotal se compose d'un haut édifice central surmonté d'un temple dont il ne subsiste que quelques vestiges, auquel on accède par un escalier très raide. Ce temple, selon Daniel Schlumberger, était destiné à célébrer un culte du feu. Il ne s'agissait probablement pas d'un culte "mazdéen", mais plutôt d'un culte indien ou iranien se rattachant peut-être au "feu dynastique kouchan". Le décor de l'ensemble (colonnes, pilastres, chapiteaux), selon l'heureuse expression de Gérard Fussman, peut se caractériser comme un « art oriental habillé à la grecque ». Ce sanctuaire principal était flanqué de deux petits temples. L'ensemble était entouré d'une muraille avec cinq tours reliées entre elles par un chemin de ronde. Le site s'étendait sur une superficie totale de 18 hectares. Il aurait été édifié sous Vima Kadphisès (vers 105-127 ?) et restauré une trentaine d'années plus tard par son fils Kanishka.
Les inscriptions en bactrien précisaient qu'elles avaient été effectuées en l'an un du règne ou de l'ère de Kanishka. Les fouilles ont permis de mettre au jour une statue représentant Kanishka (en fait, la statue était privée de tête et d'une partie du torse). Transportée au musée de Kaboul peu après sa découverte, cette statue a été martelée par les talibans ; des spécialistes français se sont attachés à la reconstituer.
La découverte en 1993 d'une autre inscription en bactrien, à Rabatak, dans la région de Balkh, a confirmé la puissance de l'empire de Kanishka, qui comprenait une grande partie du Tadjikistan et de l'Ouzbékistan, la partie orientale de l'Afghanistan, tout le nord du Pakistan et de l'Inde jusqu'au Bangladesh.
À la fin du IIIe siècle ou au début du IIIe siècle, les monuments de Surkh Kotal ont été détruits par un incendie ; le site a été provisoirement réoccupé puis définitivement abandonné.